# 李尚勲
李 尚勲（イ・サンフン、朝鮮語: 이상훈、1971年3月11日 - ）は、大韓民国・ソウル特別市出身の元プロ野球選手（投手）、ロック歌手、野球指導者、野球解説者。左投げ左打ち。NPBでの登録名はサムソン。

## 経歴
ソウル高校から高麗大学へ進学。大学4年の春、成均館大学との試合で14者連続奪三振を記録し、三振が取れる剛球の左腕として注目を浴びた。1992年、1次ドラフト1位でLGツインズへ入団。1億8千8百万ウォン（当時のレートで約2000万円）の契約金は、当時の新人において史上最高額だった。プロ入団時における背番号47の由来は、「（当時の）西武の47番をつける左投手に憧れて」と本人が明かしている。日本とアメリカではチーム事情により異なる背番号となったが、韓国では最後までこの背番号を貫いた。
1993年、ルーキーイヤーとなったこの年は9勝9敗を記録するも、8月中旬に肩を痛め途中離脱。その後にチームが失速した一因となる。この肩痛は持病である習慣性脱臼によるもので、左腕の血行障害とあわせ何度も彼を悩ませた。
1994年は18勝、1995年が20勝と2年連続となる最多勝を獲得。年間20勝は韓国プロ野球において5年ぶりの記録であった。
1996年は、シーズン序盤にて肩痛および腰痛によって戦線離脱。それに伴ってチーム成績が振るわず、監督である李廣煥（イ・グァンファン）のシーズン途中解任の一因ともなった。
1997年は、肩痛の影響により1試合に多投できないことから抑えへ転向し最優秀救援投手を獲得。同年シーズンオフ、当時メジャーリーグで好成績を挙げ始めた朴賛浩（パク・チャンホ）の影響から、球団承認のもとポスティングシステムによるメジャー移籍を試みた。しかし、当時は韓国プロ野球のレベルが海外へ浸透しておらず、少なくとも200万ドルの移籍料を期待した球団側の思惑が外れボストン・レッドソックスは60万ドルで落札。これを受けた球団はメジャー移籍を断念させ、提携関係にあった中日ドラゴンズへの移籍を勧めた。メジャー志向が強く、日本野球には無関心だったが、「韓国でやりたくないなら、メジャーでも認められている日本で活躍して、そこからメジャーに移籍すればいいじゃないか」と球団から説得され中日移籍を決心したという。
1998年、中日ドラゴンズ（NPB＜セントラル・リーグ＞）へ入団。背番号は韓国時代と同じく17番。サムソンの入団に伴い、それまで17番を付けていた平田洋は背番号を剥奪されている。当時の中日には宣銅烈・李鍾範が在籍し、サムソンを加えた韓国人選手三名を”三銃士”と呼んでいた。上述したメジャー入り騒動の際に揉めており、契約が4月にずれ込んだことでキャンプへ満足に参加できず打たれることが多かった。5月9日の対読売ジャイアンツ戦（東京ドーム）にて、NPB初登板を果たすが、元木大介に投じた1ボール2ストライクからの5球目を本塁打にされた。6月6日の同カードでは、またしても元木に1死満塁から走者一掃の三塁打を打たれている。監督だった星野仙一からシーズン途中に二軍降格を命じられ、持病だった腰痛と血行障害の再発も重なり、1年目は1勝にとどまった。
1999年は、当初先発を任されたが、血行障害および大学時代からの持病である習慣性脱臼の影響により、後半は中継ぎに転向し、岩瀬仁紀、落合英二とともに活躍。6勝を挙げチームのリーグ優勝に貢献した。しかし、日本シリーズではひじの故障により出場選手登録を抹消されている。なお日本シリーズを前にマスコミへ翌年のメジャー挑戦の意向を明らかにした。同年オフに中日を退団し、ボストン・レッドソックスへ入団。これにより韓国・日本・アメリカと3か国のプロリーグを経験する選手となった。サムソン以前にはスコット・クールボー、のちにフリオ・フランコ、具臺晟、高津臣吾らもこれに該当する。
2000年、中継ぎとしてメジャー昇格を果たし登板するも結果は芳しくなかった。
2002年シーズン開幕前、レッドソックスからウェイバーにかけられオークランド・アスレチックスの3Aチームへ移籍。だが、当時のアスレチックスはメジャーでも一二を争う強力投手陣を擁しており、メジャーへの昇格はほぼ絶望的だった。その後、LGツインズからの要請を受け古巣へ復帰。韓国球界へ復帰する際には元の所属チームへ無条件で戻ることを前提に海外移籍を容認されており他の選択肢はなかったという。シーズン途中からの出場となった2002年だが、7勝2敗18セーブ、防御率1.68とチームが韓国シリーズへ進出する立役者となった。しかし、2勝3敗で迎えたシリーズ第6戦、3点リードの9回裏に登板し、李承燁から同点となる3点本塁打を打たれ降板。サムソンのあとを継いだ崔元豪（チェ・ウォンホ）は、すぐさま馬海泳（マ・ヘヨン）にサヨナラ本塁打を浴び、チームはそのまま敗退。韓国シリーズでのサヨナラ負けは史上初だった。
2003年は、4勝4敗30セーブを記録したが、球威低下から救援失敗も目立ちはじめ防御率3.34と、かつての安定感は失っていた。そんな中で迎えた2004年は、キャンプにおいて趣味である音楽活動（キャンプ地へギターを持ち込んだ）を巡り監督と対立。これをきっかけにSKワイバーンズへトレードされ、不調によりシーズン途中の6月7日に引退。その後は「WHAT!」というバンドのヴォーカル兼ギタリストとして韓国で活動。またソウルにて理髪店などを経営していた。
2012年秋、金星根（LG在籍時の監督）の勧誘により独立球団「高陽ワンダーズ」の投手コーチへ就任。その際にトレードマークだった金髪ロングヘアーを短くしている。
2015年、ワンダーズ解散に伴い斗山ベアーズの二軍投手コーチを務めた。
2016年より古巣LGツインズの二軍・三軍の投手アカデミー担当となり、2018年に退任。
2019年より韓国のスポーツテレビ局にて野球解説委員として活動している。

## 人物
「サムソン（Samson）」というニックネームは、投手陣の大黒柱としてチームを支える姿が、旧約聖書に登場する長髪の士師であるサムソンを連想させることから韓国のスポーツ紙が命名した。

## 詳細情報

### 年度別投手成績
| 年 度    | 球 団    | 登 板 | 先 発 | 完 投 | 完 封 | 無 四 球 | 勝 利 | 敗 戦 | セ 丨 ブ | ホ 丨 ル ド | 勝 率 | 打 者 | 投 球 回 | 被 安 打 | 被 本 塁 打 | 与 四 球 | 敬 遠 | 与 死 球 | 奪 三 振 | 暴 投 | ボ 丨 ク | 失 点 | 自 責 点 | 防 御 率 | W H I P |
| -------- | -------- | ----- | ----- | ----- | ----- | -------- | ----- | ----- | -------- | ----------- | ----- | ----- | -------- | -------- | ----------- | -------- | ----- | -------- | -------- | ----- | -------- | ----- | -------- | -------- | ------- |
| 1993     | LG       | 28    | 24    | 7     | 3     | 0        | 9     | 9     | 0        | --          | .500  | 635   | 150.2    | 129      | 10          | 75       | 1     | 3        | 131      | 3     | 2        | 65    | 63       | 3.76     | 1.35    |
| 1994     | LG       | 27    | 27    | 6     | 2     | 2        | 18    | 8     | 0        | --          | .692  | 754   | 189.2    | 140      | 9           | 57       | 1     | 7        | 148      | 2     | 2        | 58    | 52       | 2.47     | 1.04    |
| 1995     | LG       | 30    | 29    | 12    | 3     | 2        | 20    | 5     | 0        | --          | .800  | 867   | 228.1    | 150      | 12          | 48       | 1     | 3        | 142      | 4     | 2        | 61    | 51       | 2.01     | 0.87    |
| 1996     | LG       | 41    | 4     | 0     | 0     | 0        | 3     | 3     | 10       | --          | .500  | 401   | 99.1     | 70       | 8           | 37       | 4     | 5        | 95       | 2     | 1        | 32    | 28       | 2.54     | 1.08    |
| 1997     | LG       | 57    | 0     | 0     | 0     | 0        | 10    | 6     | 37       | --          | .625  | 336   | 85.1     | 56       | 6           | 25       | 5     | 2        | 103      | 0     | 0        | 23    | 20       | 2.11     | 0.95    |
| 1998     | 中日     | 11    | 5     | 0     | 0     | 0        | 1     | 0     | 0        | --          | 1.000 | 143   | 32.2     | 32       | 6           | 12       | 0     | 1        | 33       | 0     | 1        | 22    | 17       | 4.68     | 1.35    |
| 1999     | 中日     | 36    | 9     | 2     | 0     | 0        | 6     | 5     | 3        | --          | .545  | 377   | 95.1     | 75       | 8           | 30       | 1     | 4        | 65       | 2     | 1        | 30    | 30       | 2.83     | 1.10    |
| 2000     | BOS      | 9     | 0     | 0     | 0     | 0        | 0     | 0     | 0        | 0           | ----  | 49    | 11.2     | 11       | 4           | 5        | 0     | 1        | 6        | 0     | 0        | 4     | 4        | 3.09     | 1.37    |
| 2002     | LG       | 52    | 0     | 0     | 0     | 0        | 7     | 2     | 18       | 0           | .778  | 343   | 85.2     | 53       | 8           | 30       | 9     | 3        | 92       | 2     | 0        | 18    | 16       | 1.68     | 0.97    |
| 2003     | LG       | 55    | 0     | 0     | 0     | 0        | 4     | 4     | 30       | 0           | .500  | 233   | 56.2     | 42       | 4           | 21       | 4     | 0        | 55       | 1     | 0        | 22    | 21       | 3.34     | 1.11    |
| 2004     | SK       | 18    | 0     | 0     | 0     | 0        | 0     | 3     | 3        | 1           | .000  | 61    | 14.0     | 11       | 2           | 9        | 1     | 0        | 15       | 0     | 0        | 8     | 8        | 5.14     | 1.43    |
| KBO：8年 | KBO：8年 | 308   | 84    | 25    | 8     | 4        | 71    | 40    | 98       | 1           | .640  | 3630  | 909.2    | 651      | 59          | 302      | 26    | 23       | 781      | 14    | 7        | 287   | 259      | 2.56     | 1.05    |
| NPB：2年 | NPB：2年 | 47    | 14    | 2     | 0     | 0        | 7     | 5     | 3        | --          | .583  | 520   | 128.0    | 107      | 14          | 42       | 1     | 5        | 98       | 2     | 2        | 52    | 47       | 3.30     | 1.16    |
| MLB：1年 | MLB：1年 | 9     | 0     | 0     | 0     | 0        | 0     | 0     | 0        | 0           | ----  | 49    | 11.2     | 11       | 4           | 5        | 0     | 1        | 6        | 0     | 0        | 4     | 4        | 3.09     | 1.37    |

- 各年度の太字はリーグ最高

### 年度別守備成績
| 年 度 | 球 団 | 投手（P） | 投手（P） | 投手（P） | 投手（P） | 投手（P） | 投手（P） |
| 年 度 | 球 団 | 試 合     | 刺 殺     | 補 殺     | 失 策     | 併 殺     | 守 備 率  |
| ----- | ----- | --------- | --------- | --------- | --------- | --------- | --------- |
| 2000  | BOS   | 9         | 0         | 2         | 0         | 0         | 1.000     |
| MLB   | MLB   | 9         | 0         | 2         | 0         | 0         | 1.000     |

### タイトル
KBO
- 最多勝：2回 （1994年、1995年）
- 最多セーブ：1回 （1997年）

### 表彰
KBO
- ゴールデングラブ賞：1回 （1995年）

### 記録
NPB
- 初登板：1998年5月9日、対読売ジャイアンツ7回戦（東京ドーム）、8回裏に3番手で救援登板・完了、1回1失点
- 初奪三振：1998年5月16日、対横浜ベイスターズ5回戦（ナゴヤドーム）、9回表に進藤達哉から
- 初先発・初勝利：1998年8月12日、対阪神タイガース22回戦（ナゴヤドーム）、6回無失点
- 初完投：1999年5月8日、対広島東洋カープ8回戦（広島市民球場）、8回4失点で敗戦投手
- 初セーブ：1999年7月7日、対読売ジャイアンツ15回戦（札幌市円山球場）、9回裏に4番手で救援登板・完了、1回無失点
- 初登板で対戦した第1打者に被本塁打：1998年5月9日、対読売ジャイアンツ7回戦（東京ドーム）、8回裏無死に元木大介に左越ソロ ※史上45人目（セ・リーグ19人目）

### 背番号
- 47 （1993年 - 1997年、2002年 - 2004年、2013年 - 2014年、2016年 - 2018年）
- 17 （1998年 - 1999年）
- 40 （2000年）
- 85 （2015年）